# 炔草隆
炔草隆化学式C12H13ClN2O，是一种尿素衍生物类除草剂，带有氯苯基团和碳碳三键，可抑制植物的光系统 II，最早由荷兰制药企业 Philips-Duphar 开发，现由比利时索尔维集团生产。